# Real Republicans Accra
Ne pas confondre avec Real Republicans, club de football du Sierra Leone
 (novembre 2018).
Si vous disposez d'ouvrages ou d'articles de référence ou si vous connaissez des sites web de qualité traitant du thème abordé ici, merci de compléter l'article en donnant les références utiles à sa vérifiabilité et en les liant à la section « Notes et références ».
Maillots
Real Republicans est un club ghanéen de football basé à Accra, capitale du pays. Le club est dissous en 1966, à la suite du coup d'État survenu dans le pays.

## Historique
La formation d'Accra prend part au championnat national dès sa création en 1956, même si cette édition inaugurale n'est pas comptabilisée dans les bilans de la fédération ghanéenne, à la suite du boycott de six des huit clubs fondateurs de la compétition. Le Real Republicans réussit à remporter trois Coupes du Ghana consécutives, entre 1962 et 1964 (plus une finale non disputée en 1965) et un titre de champion en 1963.
Il remporte son seul et unique titre de champion lors de la saison 1962-1963, où il termine devant les deux grands clubs du pays, Asante Kotoko et Hearts of Oak. Real Republicans réussit même le doublé cette année-là en battant Cornerstones en finale de la Coupe du Ghana. Ce titre permet au club de représenter le Ghana lors de la toute première compétition continentale africaine, la Coupe des clubs champions africains 1964, où il atteint la demi-finale, perdue à domicile face aux Camerounais d'Oryx Douala.

## Palmarès
- Championnat du Ghana :
  - Vainqueur : 1963[3]

- Coupe du Ghana :
  - Vainqueur : 1962, 1963, 1964
  - Finaliste : 1965 (finale non disputée)

- Coupe des clubs champions africains :
  - Demi-finaliste en 1964